# Patricia Goldman-Rakic
Patricia Goldman-Rakic, (nata Shoer) (Salem, 22 aprile 1937 – Hamden, 31 luglio 2003), è stata un'insegnante statunitense di neuroscienze, neurologia, psichiatria e psicologia presso la Yale University School of Medicine. È stata pioniera della ricerca multidisciplinare sulla corteccia prefrontale e sulla memoria di lavoro.

## Biografia
Patricia Shoer nacque a Salem, nel Massachusetts.  Suo padre, Irving Shoer, era figlio di immigrati lettoni e sua madre, Jenny Pearl, era un'immigrata russa. Crebbe a Peabody, nel Massachusetts, e frequentò la Peabody High School. Goldman-Rakic conseguì la laurea con lode in neurobiologia presso il Vassar nel 1959 e il dottorato presso l'Università della California a Los Angeles in psicologia sperimentale dello sviluppo nel 1963.
Dopo un periodo post-dottorato presso l'UCLA e la New York University, Goldman-Rakic lavorò presso il National Institute of Mental Health in neuropsicologia a partire dal 1965 e successivamente come capo della neurobiologia dello sviluppo dal 1975 al 1979.  Si trasferì alla Yale School of Medicine nel 1979, dove rimase fino alla sua morte. È stata professoressa di Neuroscienze presso il dipartimento di neurobiologia con incarichi congiunti nei dipartimenti di psichiatria, neurologia e psicologia. Nel 1988 le fu concessa una sovvenzione quinquennale di 6 milioni di dollari per fondare il Center for Neuroscience Research a Yale.

## La ricerca
Goldman-Rakic fu la prima a scoprire e descrivere i circuiti della corteccia prefrontale e la sua relazione con la memoria di lavoro. In precedenza, gli scienziati pensavano che le funzioni cognitive superiori della corteccia prefrontale fossero al di là dello scopo dello studio scientifico. La ricerca di Goldman-Rakic dimostrò che i metodi impiegati per studiare le cortecce sensoriali potrebbero essere adattati alle aree corticali prefrontali di ordine superiore, rivelando la base del circuito per una funzione cognitiva superiore. Grazie a Goldman-Rakic, gli scienziati hanno iniziato a comprendere meglio le basi neurobiologiche della funzione cognitiva superiore e di disturbi come la schizofrenia, l'Alzheimer, il disturbo da deficit di attenzione e iperattività (ADHD), la paralisi cerebrale, la malattia di Parkinson e la demenza. Utilizzò un approccio multidisciplinare, applicando tecniche biochimiche, elettrofisiologiche, farmacologiche, anatomiche e comportamentali per studiare la memoria di lavoro. Aprì la strada ai primi studi sulle influenze della dopamina sulla funzione corticale prefrontale, ricerca che è fondamentale per la nostra comprensione della schizofrenia, dell'ADHD e della malattia di Parkinson. Una rassegna del lavoro della sua vita, incluso il suo ruolo speciale di mentore per le scienziate, può essere trovata nel giornale Neuron.
Goldman-Rakic è stata co-autrice di oltre 300 articoli accademici e di 3 libri. Fondò con suo marito Pasko Rakic il Cerebral Cortex Journal, una pubblicazione specializzata di Oxford Press. All'inizio della sua carriera, studiò la capacità del cervello di ripararsi nelle prime fasi dello sviluppo e fu una delle prime a utilizzare traccianti radioattivi per esaminare questo fenomeno.
Nella sua ricerca usò la registrazione con microelettrodi e sfidò l'idea tradizionale che la memoria non fosse controllata o coinvolta nel lobo frontale. Affermò che la memoria di lavoro era nella sua struttura separata dalla memoria a lungo termine.

## Morte
Il 29 luglio 2003, Goldman-Rakic fu investita da un'auto mentre attraversava una strada a Hamden, nel Connecticut. Morì due giorni dopo, il 31 luglio allo Yale-New Haven Hospital, all'età di 66 anni. Venne sepolta nel cimitero di Grove Street.
In memoria di Goldman-Rakic, Constance e Stephen Lieber hanno creato il Goldman-Rakic Prize for Outstanding Achievement in Cognitive Neuroscience per celebrare la sua memoria e le sue scoperte sul lobo frontale del cervello. Questo premio viene assegnato ogni anno a scienziati eccezionali, dallo psichiatra al neuroscienziato molecolare, per il loro impatto sullo studio della cognizione. Il premio è di 40.000 dollari e i vincitori vengono premiati durante l'annuale International Awards Dinner a New York City.

## Vita privata
Goldman-Rakic aveva due sorelle, la dottoressa Ruth Rappaport, sua gemella, e la dottoressa Linda Faith Schoer. Era stata sposata con il dottor Lawrence Goldman. Nel 1979 si risposò con Pasko Rakic, anche lui neuroscienziato.

## Premi e riconoscimenti
- George Peabody Award 1954[16]
- National Institute of Mental Health (1980–2000)
- W. Alden Spencer Award, Columbia University, 1982
- Krieg Cortical Discoverer Award, Cajal Club, 1989
- Membro National Academy of Sciences 1990
- Fyssen Foundation Prize in Neuroscience 1990
- Merit Award of NIMH 1990
- Lieber Prize, National Alliance for Research on Schizophrenia and Depression 1991
- Membro American Academy of Arts and Sciences (1991)
- Robert J. and Claire Pasarow Foundation Medical Research Award 1993
- John P. McGovern Award in Behavioral Sciences (American Association for the Advancement of Science) 1993[18]
- Karl Lashley Award, American Philosophical Society 1996
- Ariëns Kappers Medal, Royal Netherlands Academy of Arts and Sciences 1996
- Dottorato honoris causa, Utrecht University (2000)
- Ralph Gerard Prize, Society for Neuroscience 2002
- Gold Medal for Distinguished Scientific Contributions, American Psychological Association 2002
- Dottorato honoris causa, St. Andrews College of the University of Edinburgh 2003[16]
- Inserita nella Connecticut Women’s Hall of Fame, Science & Health category 2008[19]

Goldman-Rakic fu anche presidente della Society for Neuroscience dal 1989-1990 e membro dell'American Psychological Association.